# Едіте Фернандеш
Едіте Крістіана Фернандеш або просто Едіте Фернандеш (порт. Edite Cristiana Fernandes; нар. 10 жовтня 1979, Віла-ду-Конде, Португалія) — португальська футболістка, нападниця «Бенфіки». За 23 роки футбольної кар'єри змінила 20 клубів, перша португальська футболістка, яка мала професіональний контракт за кордоном. Станом на 7 грудня 2019 року утримувала рекорд за кількістю забитих м'ячів у футболці збірної Португалії (39 голів у 132-х матчах). Після переходу в Китай 2002 року отримала прізвисько Фігу (на честь легендарного португальського футболіста Луїша Фігу).

## Клубна кар'єра
Футбольну кар'єру розпочала в «Боавішті», у складі якого виграла чемпіонат Португалії. У 1998 році перебралася до Лісабону, де підписала контракт з «Прімейру Дісембру». Виступала в нападі разом з Карлою Коуту. У футболці «Прімейру Дісембру» виграла 9 трофеїв (з урахуванням національного чемпіонату та кубку).
Після цього виїхала до китайського «Бейцзин Чінг'ян», у футболці якого виграла чемпіонат Китаю. У фінальному поєдинку Суперліги визнавалася найкращою гравчинею матчу. По завершенні сезону повернулася до «Прімейру Дісембру». Після цього виїхала до Іспанії, виступала за «Нуестра Сеньйора де-ла-Антигуа» та «Естудіантес». У 2005 році повернулася до «Прімейру Дісембру». Тим часом, Едіте та Карла Коуту отримали запрошення від одного з клубів китайської Суперліги. Проте перехід зірвався через вірус пташиного грипу, оскільки обидві лузитанки вирішили відмовитися від переходу. Потім відіграла два сезони в Іспанії в складі «Атлетіко» Мадрид та Португалії. У 2010 році була близькою до переходу в лондонський «Арсенал», провела зі столичним клубом передсезонну підготовку, проте до підписання контракту справа не дійшла. Натомість переїхала до Норвегії, де підсилила місцевий клуб «Донн» з Першого дивізіону. Наприкінці сезону клуб оголосив себе банкрутом й відмовився від послуг легіонерок. З 2010 по 2012 рік почергово виступала в Іспанії («Праіса Сарагоса») та Сполучених Штатах Америки («Санта-Кларіта Блу Гарт»). Після першої появи в США, потрапляла до збірної Західної конференції та W-League. 
У 2012 році повернулася до Португалії, де приєдналася до клубу другого дивізіону чемпіонату Португалії «Монтра де Талентуш». У команді відіграла півсезону, після чого перейшла до «Валадареш Гайя», з яким вийшла до еліти португальського футболу. По завершенні сезону повинна була приєднатися до американського клубу «Блюз де Палі», проте через перелом гомілки перехід не відбувся. Тому Едіте залишилася в команді та допомогти «Валадареш Гайя» у вищому дивізіоні, з яким у сезоні 2014/15 років завоював стрібні нагороди чемпіонату. У цей період також вічі грала у фіналі кубку Португалії. У сезоні 2014/15 років допомагала тренувати чоловічу футбольну команду «ЖувеНорте». З появою професіональних клубів у португальському жіночому футболі прийняла пропозицію від «Браги», у складі якого виступала протягом двох сезонів. За цей час двічі ставала віцечемпіонкою Португалії та фіналісткою національного кубка. У 2018 році повернулася до Лісабона, де уклала договір з «Бенфікою».

## Кар'єра в збірній
У футболці збірної Португалії дебютувала 21 грудня 1997 року в Кантаньєде, в товариському поєдинку проти Бельгії (на той час Едіте виповнилося 18 років та 71 день).
Дебютним голом за національну команду відзначилася в програному (1:2) поєдинку проти Канади на Кубку Алгарве 2001. 24 лютого 2010 року відзначилася дебютним хет-триком, у воротах збірної Фарерських островів. Наступного місяця відзначилася своїм другим хет-триком, завдяки чому очолила список найкращих бомбардирів збірної, випередивши Карлу Коуту.
У листопаді 2011 року Едіте зіграла свій 100-й матч у футболці збірної Португалії. 
10 січня 2017 року, після дебютного виходу Португалії на чемпіонат Європи 2017 року, Фернандеш оголошує про закінчення міжнародної кар'єри. Своє рішення нападниця аргументувала тим, що її не викликали на матч плей-оф проти Румунії.
Едіте Фернандеш так і не разом зі збірної пройти кваліфікацію до фінальних частин міжнародних змагань. Проте вона регулярно брала участь у Кубку Алгарве (окрім 2002, 2012 та 2014 років (через операцію на правій гомілці)). Із 15 забитими м'ячами, посідає третє місце серед найкращих бомбардирів турніру. Лише Еббі Вамбах, та її співвітчизниця Фернандеш Карла Коуту відзначилася більшою кількістю голів, ніж Фернандеш.

## Досягнення
«Боавішта»
- Чемпіонат Португалії
  -  Чемпіон (1): 1996/97
  -  Срібний призер (2): 1997/98, 1998/99

«Прімейру Дісембру»
- Чемпіонат Португалії
  -  Чемпіон (6): 1999/00, 2001/02, 2002/03, 2005/06, 2006/07, 2007/08
  -  Срібний призер (1): 2000/01

- Кубок Португалії
  -  Володар (3): 2005/06, 2006/07, 2007/08

«Бейцзин Чінг'ян»
- Суперліга Китаю
  -  Чемпіон (1): 2002

«Валадареш Гайя»
- Чемпіонат Португалії
  -  Срібний призер (1): 2014/15

- Кубок Португалії
  -  Фіналіст (2): 2012/13, 2015/16

- Другий дивізіон Португалії
  -  Срібний призер (1): 2012/13

«Брага»
- Чемпіонат Португалії
  -  Срібний призер (2): 2016/17, 2017/18

- Кубок Португалії
  -  Фіналіст (2): 2016/17, 2017/18

- Суперкубок Португалії
  -  Фіналіст (1): 2017/18